# Doxocopa paulana
Doxocopa paulana är en fjärilsart som beskrevs av Hans Fruhstorfer 1912. Doxocopa paulana ingår i släktet Doxocopa och familjen praktfjärilar. Inga underarter finns listade i Catalogue of Life.